# Dunston (Tyne and Wear)
Dunston è un paese della contea del Tyne and Wear, in Inghilterra.